# Ildemaro Villarroel
Pour les articles homonymes, voir Villarroel.
Ildemaro Villarroel est un général de division et homme politique vénézuélien. Il est l'actuel ministre vénézuélien de l'Habitat et du Logement depuis le 26 novembre 2017.

## Carrière politique
Alors qu'il était déjà vice-ministre du Logement, il est nommé ministre vénézuélien de l'Habitat et du Logement le 26 novembre 2017 par le président Nicolás Maduro afin de prendre en charge le programme Gran Misión Barrio Nuevo Barrio Tricolor (« Grande mission Quartier neuf-Quartier tricolore », en français) et la poursuite de construction de logements pour la population vénézuélienne. Il remplace à ce poste Manuel Quevedo, parti au ministère du Pétrole.

## Action politique
En tant que chef de la Gran Misión Vivienda Venezuela, programme destiné à la construction de logements et d'amélioration de l'habitat, il annonce en décembre 2020 que plus de 3,3 millions de logements ont été livrés pour le logement de ses compatriotes.
En juillet 2020, il annonce l'interdiction du minage de cryptomonnaie au Venezuela, tout au moins au sein des logements appartenant à l'État, dont des bénéficiaires détourneraient l'électricité gratuite qui leur est fournie pour ces installations énergivores, interdiction qui permet d'avoir une « utilisation responsable et modérée de l'électricité ».